# Oscar Björck
Oscar Gustaf Björck, född 15 januari 1860 i Stockholm, död i sitt hem 5 december 1929, var en svensk konstnär och professor vid Konsthögskolan 1898–1925, och från 1918 även Konstakademiens vice preses.

## Biografi

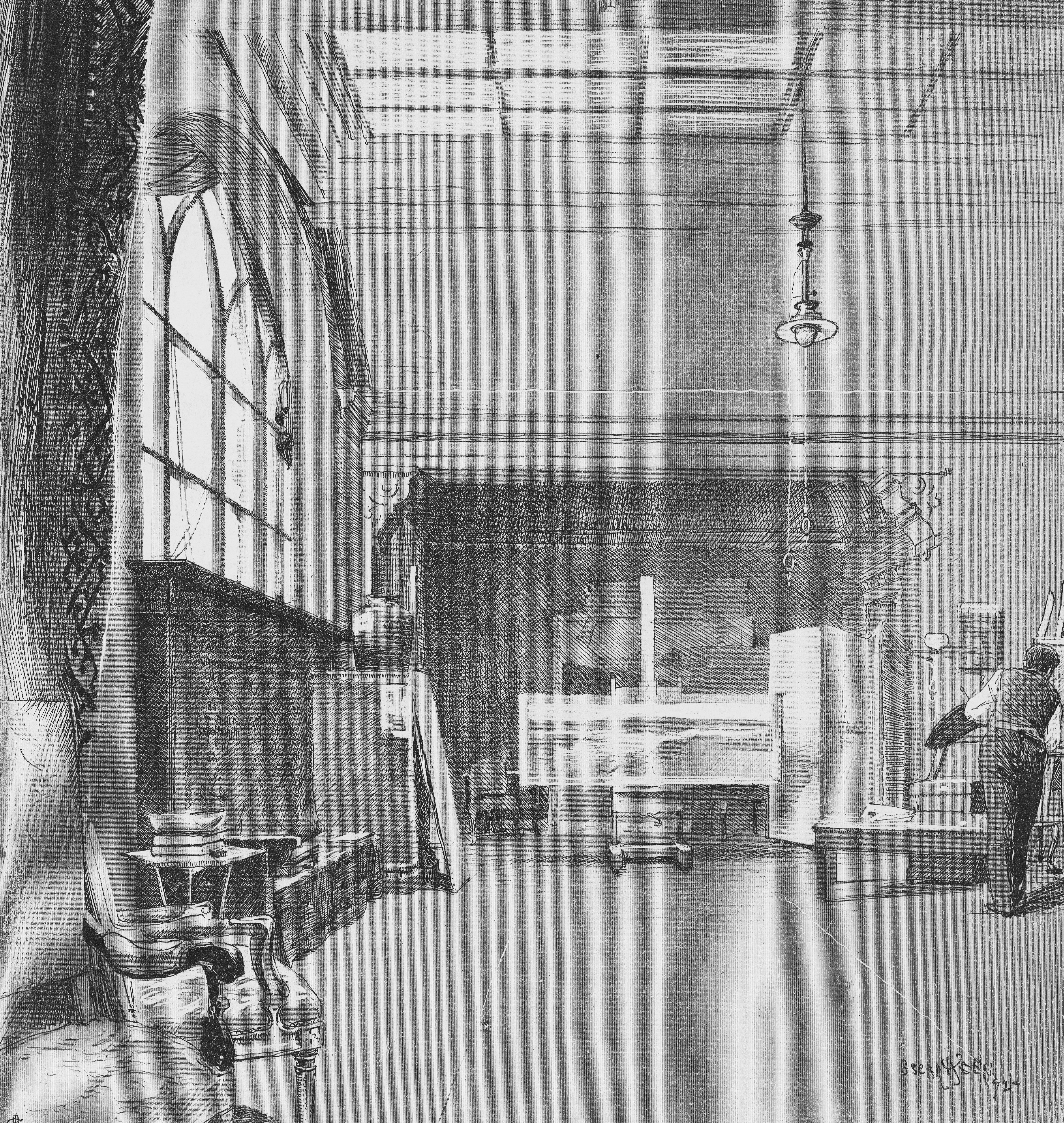
Björcks ateljé vid Valhallavägen 104.

Han var son till gulddragaren Albert Björck och Augusta, född Pihlgren. Släkten Björck härstammar från Björkö i Korsholms skärgård. Han gifte sig med Ingrid Isaria Carola Boklund och de fick två döttrar: Margit (1890) och Ingrid (1901).
Under åren 1877-82 var han elev till Edvard Perséus vid Konstakademins principskola och målade bland annat prisämnena Loke fängslas af asarne (1880), Gustaf Vasa inför kung Hans (1881) och Den förlorade sonens återkomst (1882) (den senare belönad med kungliga medaljen). År 1883 fick Björck akademiskt resestipendium och vistades först i Skagen, sedan vintern 1883–84 i Paris. Björck vistades, som många andra skandinaviska konstnärer, under våren 1884 i Grez-sur-Loing, vid utkanten av Fontainebleauskogen. Vintern 1884–1885 reste Björck till München där han målade några porträtt, bland annat ett i helfigur av sin hustru. Våren 1885 flyttade han till Venedig och på hösten till Rom. Där målade han den stora modelltavlan Susanna (Göteborgs konstmuseum ) och Romerska smeder (galleriet i Washington, en skiss till samma tavla finns i Göteborgs konstmuseum), den senare med skickligt kontrollerade klärobskyra effekter, anses som en av de främsta realistiska arbetsskildringar som någon svensk utförde under 1880-talet. År 1887 målades i Venedig Veneziansk saluhall (Nationalmuseum), Lördagsmässa i Markuskyrkan och andra tavlor.
Efter en sommarvistelse på Skagen, där han förut tillbringat två somrar, 1882 och 1884, bosatte sig Björck 1888 i Stockholm. Därefter målade han i huvudsak porträtt. Bland dessa kan nämnas flera av konung Oscar II (bland dem ett på Skoklosters slott, ett i helfigur på Drottningholm, ett med krona och mantel, på Stockholms slott, ett som övergick i tyske kejsarens ägo), prins Eugen vid staffliet (Nationalmuseum, 1895), kronprins Gustaf (Stockholms slott, 1900), konstnärens hustru (helfigur, 1891, Göteborgs konstmuseum) och friherre Nordenfalk (Konstakademien, 1892). Ett av de främsta av Björcks porträtt är det av poeten Verner von Heidenstam (1900; Göteborgs konstmuseum). Porträttet avbildar poeten på en veranda idylliskt iscensatt vid en vik. Denna tavla kan stå som exempel för det omtalade nordiska ljuset i konsten runt sekelskiftet. Dessvärre är det stora antalet porträtt av Björcks hand av ojämn  konstnärlig kvalité, då Björck sällan hade tid för någon djupare tolkning av personligheterna.
Från 1889 var han ledamot av konstakademin och lärare vid Konsthögskolan. Under 1894 och 1895 målade Björck tio dekorativa målningar (in situ) åt Operakällaren i Stockholm, föreställande nakna baccanter, nymfer och fauner, inspirerad av Arnold Böcklin och Franz von Stuck. Dessa motiv vållade en moralisk debatt under 1880-talet, mellan kyrkan, riksdagen, och konsthistoriker. Tillsammans med Per Hasselberg, vars skulpturer även var ämne för debatt under tiden, skapade de en mer nyanserad syn på nakenheten i konsten i Sverige. Björck målade även monumentalmålningen (view of the park), ett idealiserat pastoralt landskap åt Dramaten (1907; in situ).
Björcks tidigaste porträtt var målade under intryck av Georg von Rosen och i hans tidiga verk från Skagen spåras inflytandet av danska konstnärer, speciellt av Peder Severin Krøyer, i deras plein-air-realism. Han har i många karakteristiska bilder skildrat den samtida svenska medelklassen. Björcks bästa verk visar en virtuositet och teknisk skicklighet i nivå med Zorn, men de saknar en nyskapande karaktär. Det finns en brist på konstnärligt mod och egensinne. Han var aldrig med bland Opponenterna, som revolterade mot Konstakademiens undervisningsmetoder, och inte heller i Konstnärsförbundet som bildades därefter. Han delade å andra sidan många av deras åsikter, och kunde som lärare och senare professor (1898–1925) på Konstakademien, verka för deras mål. Björck är även representerad vid bland annat Kalmar konstmuseum, Prins Eugens Waldemarsudde, Skoklosters slott, Norrköpings konstmuseum och Nordiska museet.
Björck var kommissarie för konstavdelningen vid Stockholmsutställningen 1897 och vid Baltiska utställningen 1914 samt för den svenska utställningen i London 1924. Han är begravd på Solna kyrkogård.

## Galleri

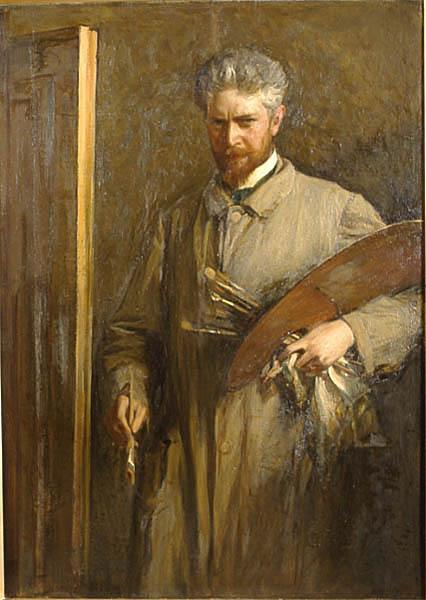
Självporträtt (1903).
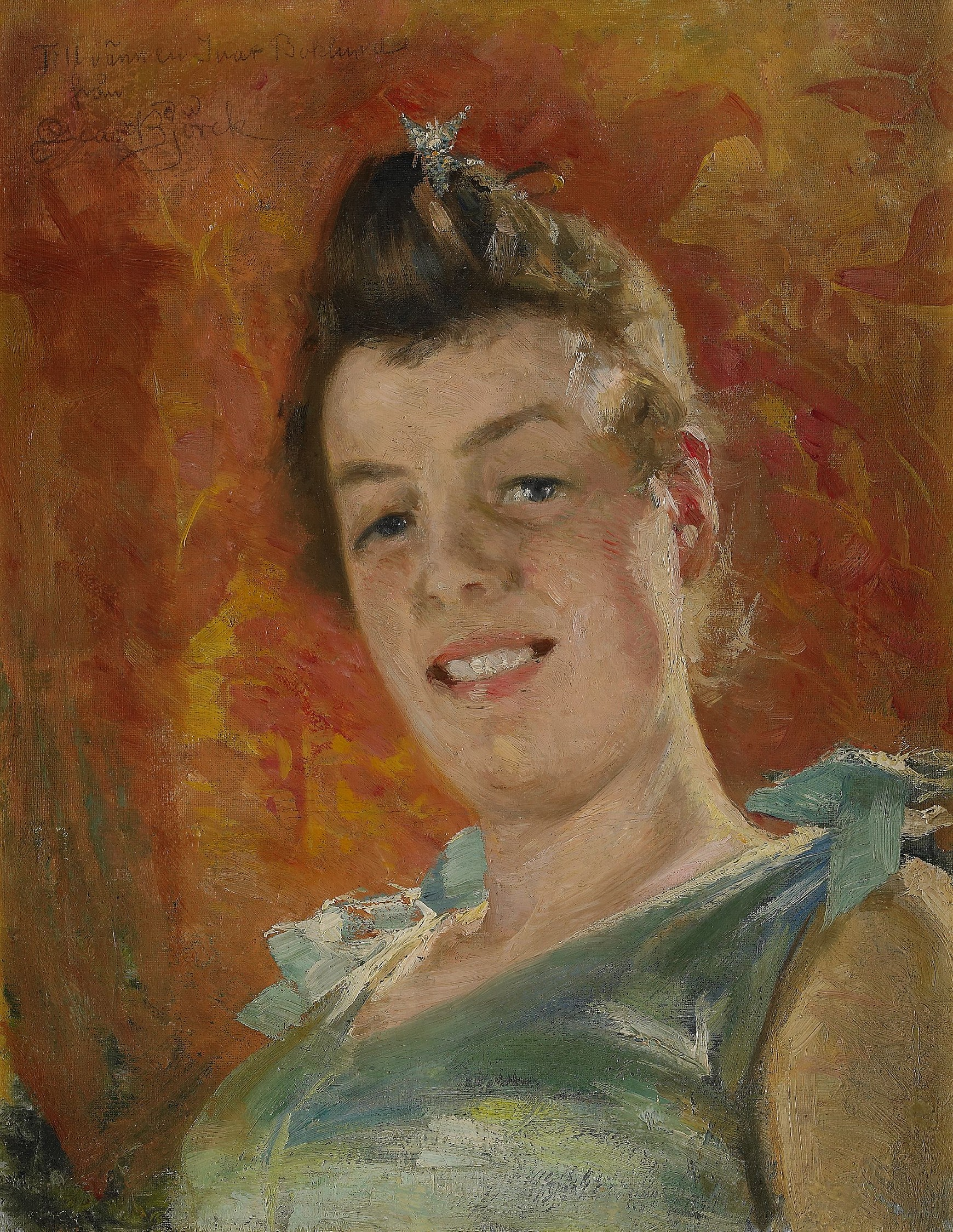
Kvinnoporträtt.
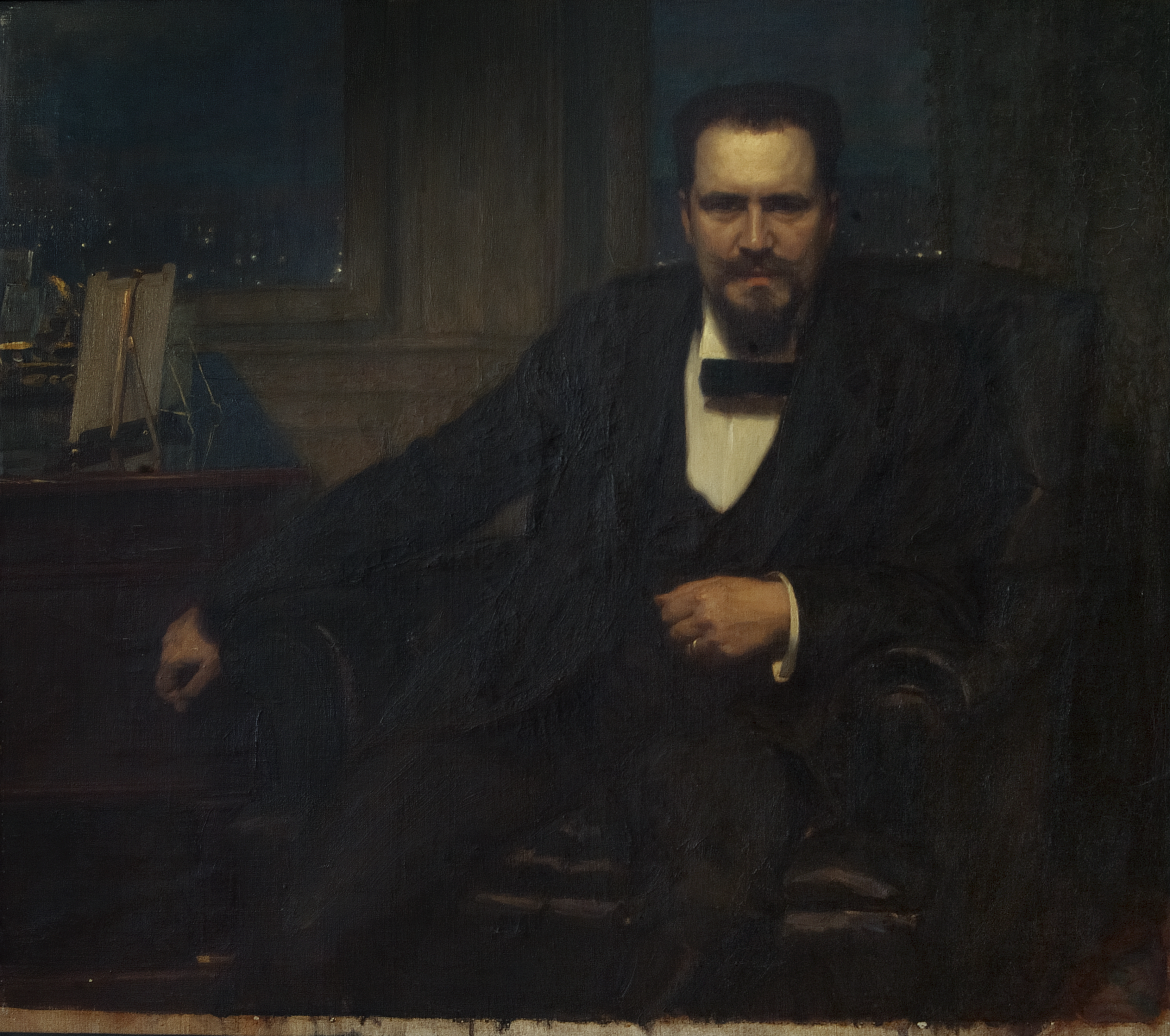
Porträtt av Ernest Thiel (1900) Thielska galleriet
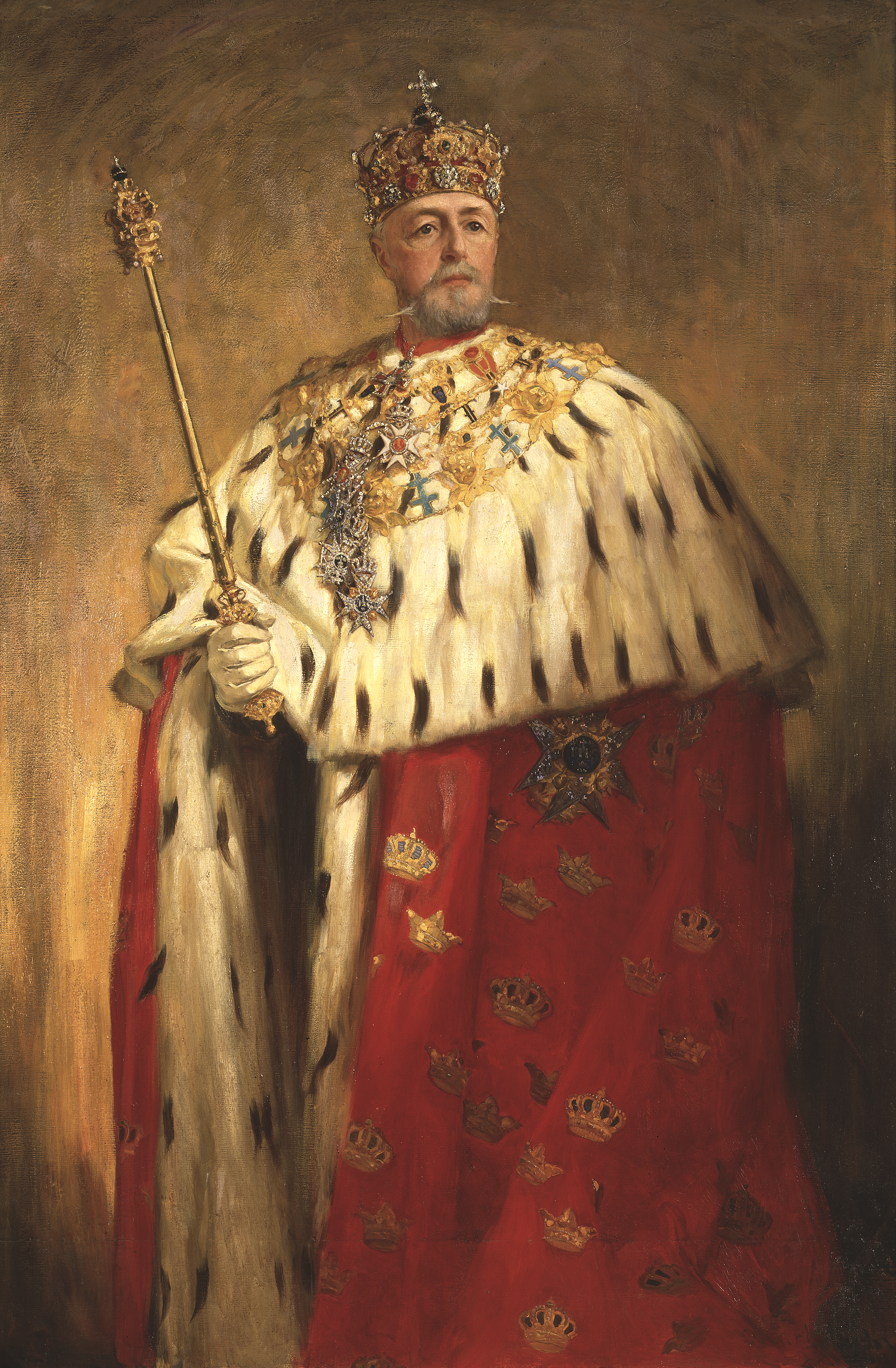
Porträtt av Oscar II.
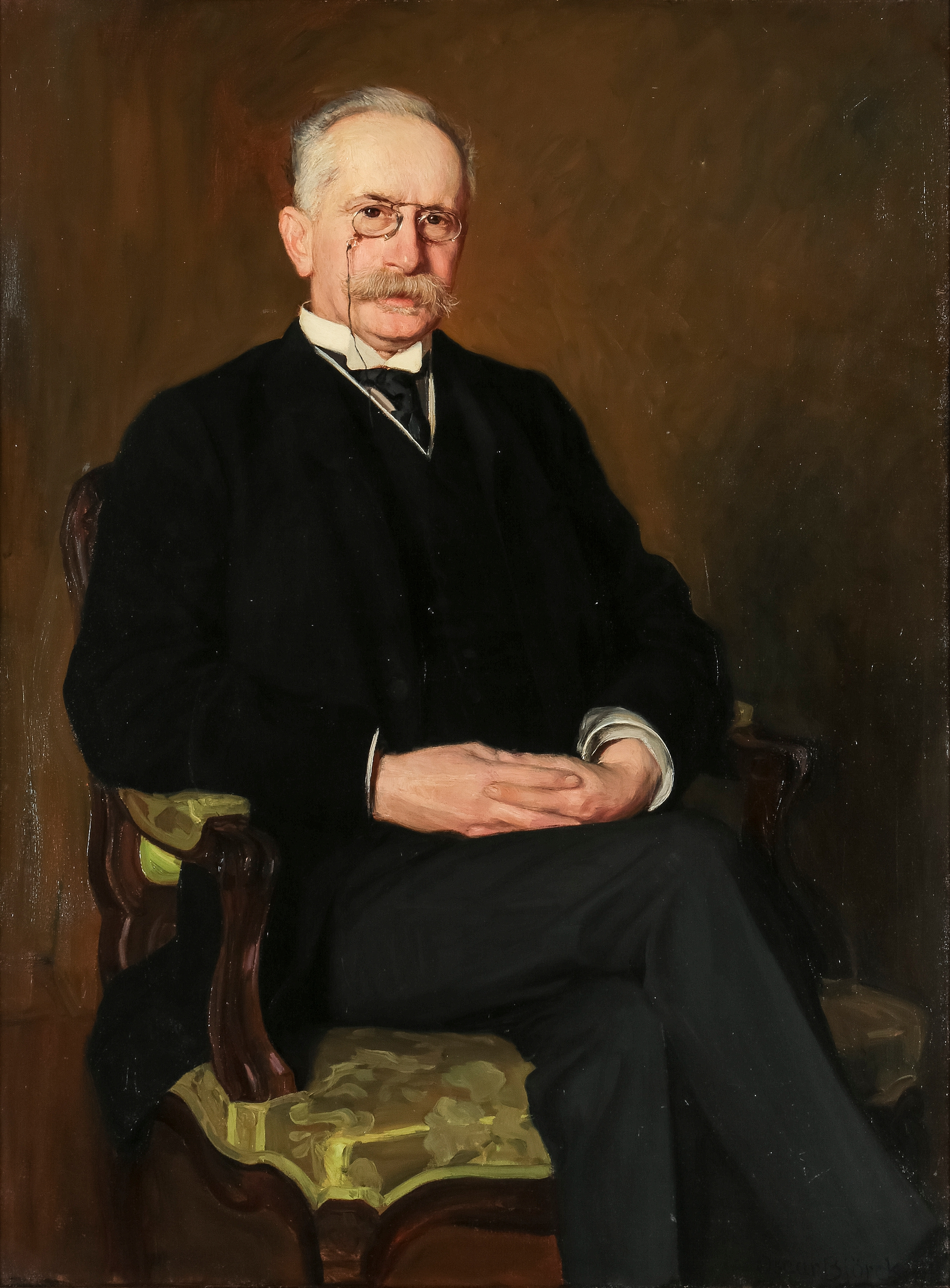
Porträtt av Eugene Samson (1847–1912), grundare av försäkringsbolaget Fylgia
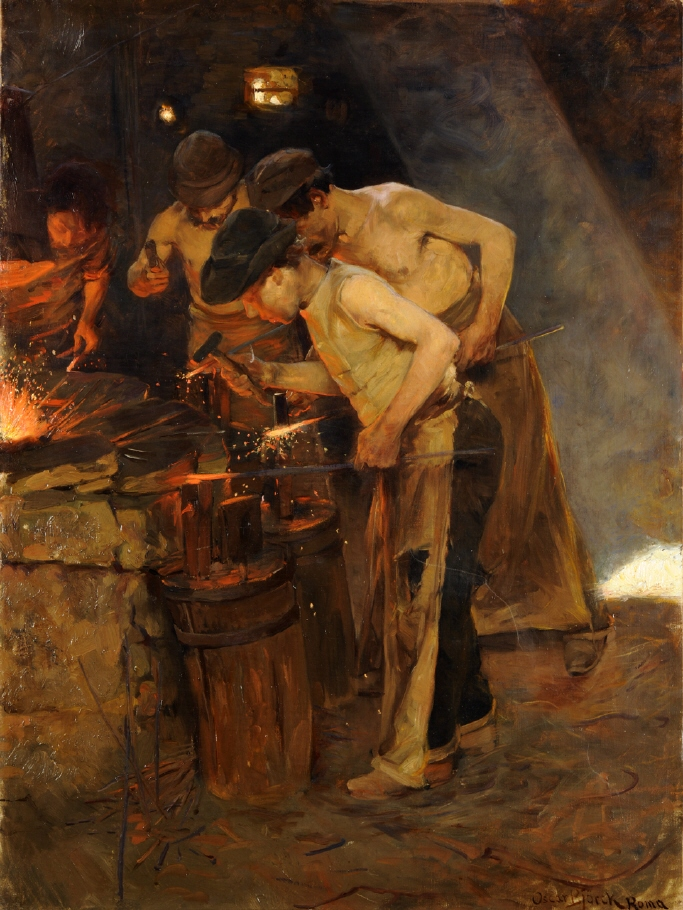
Förstudie till Romerska smeder.
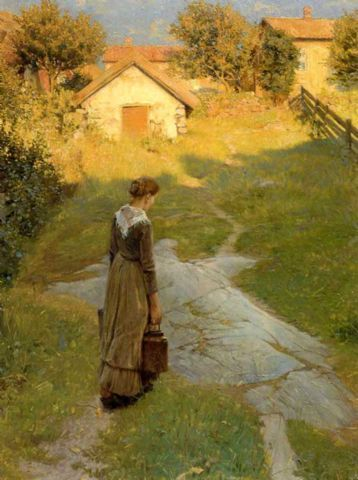
Vattenbärerskan (ca 1890).
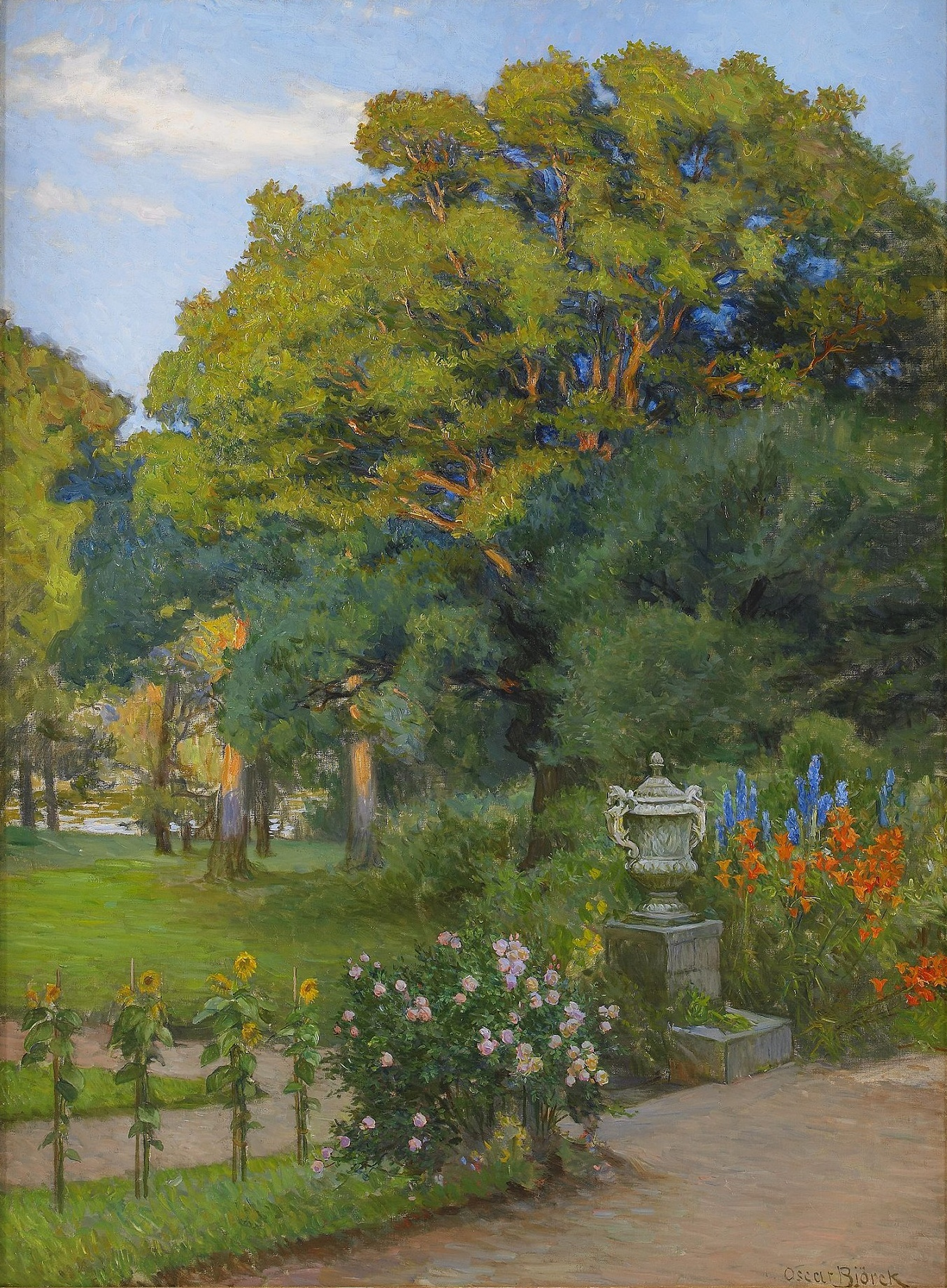
Parklandskap.
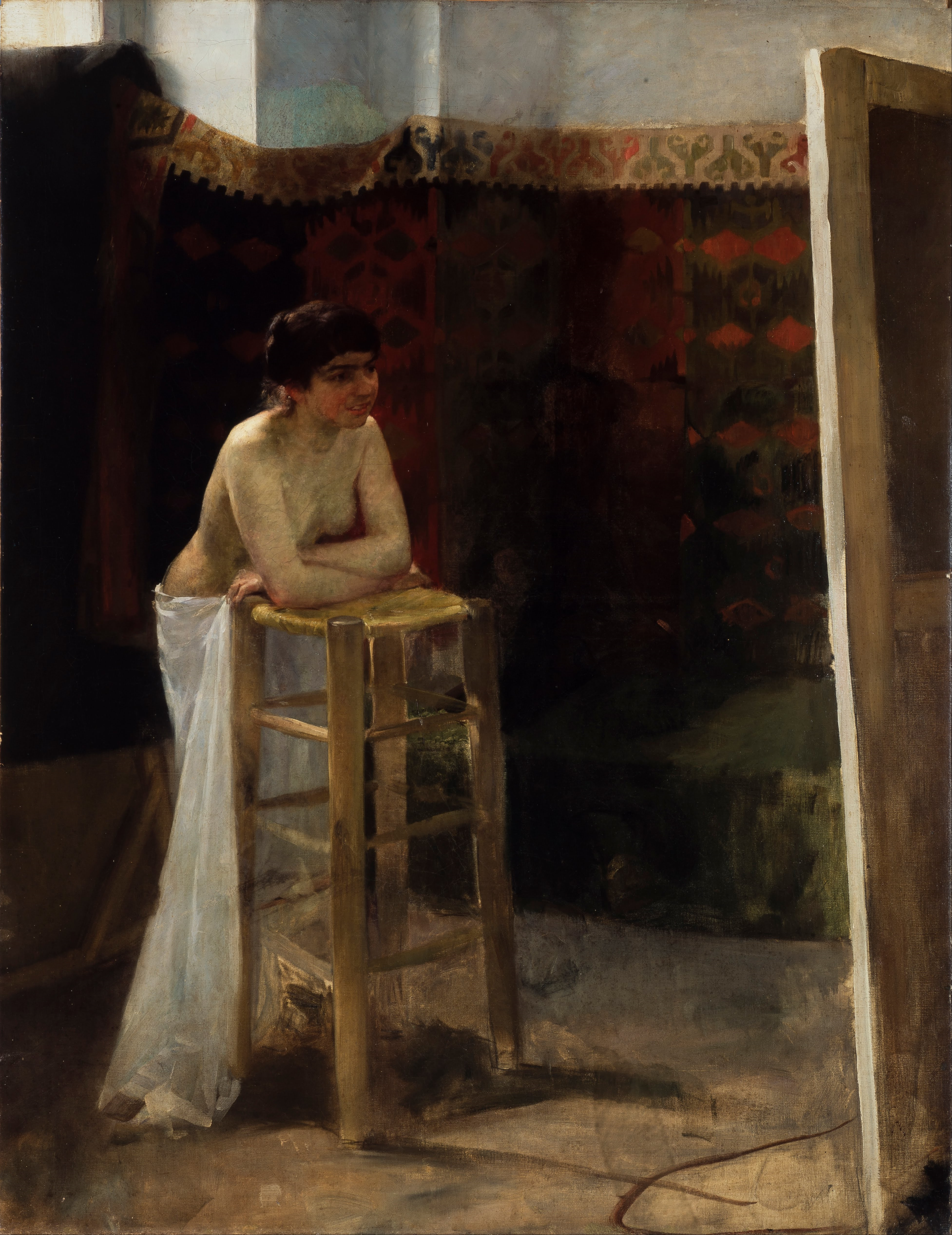
Kvinnlig modell i ateljén (1888).
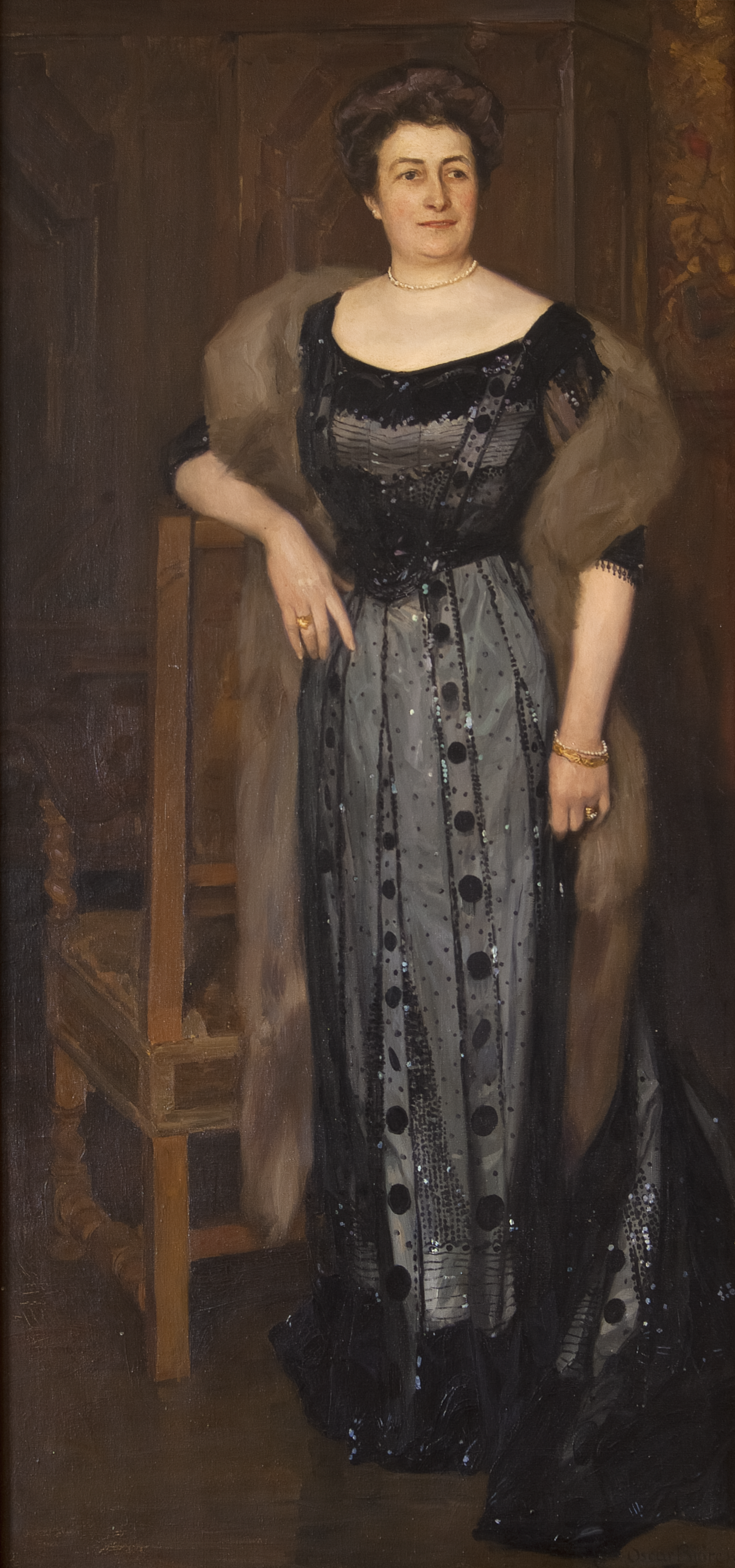
Porträtt av Alice Sachs, 1909. Thielska Galleriet
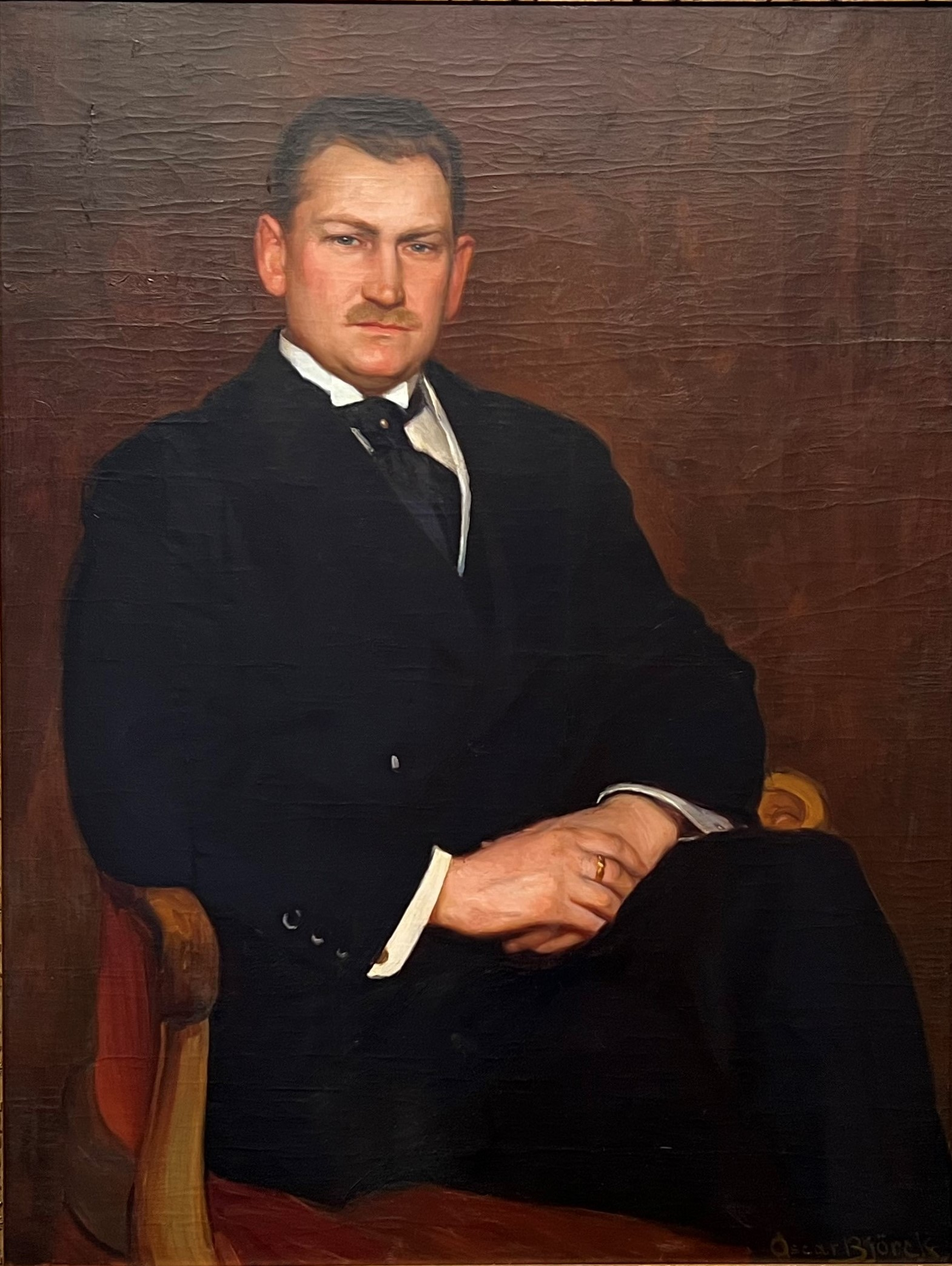
Porträtt av Erik Åkerlund, grundare av Åhlén och Åkerlunds Tidsskriftsförlag, 1917.
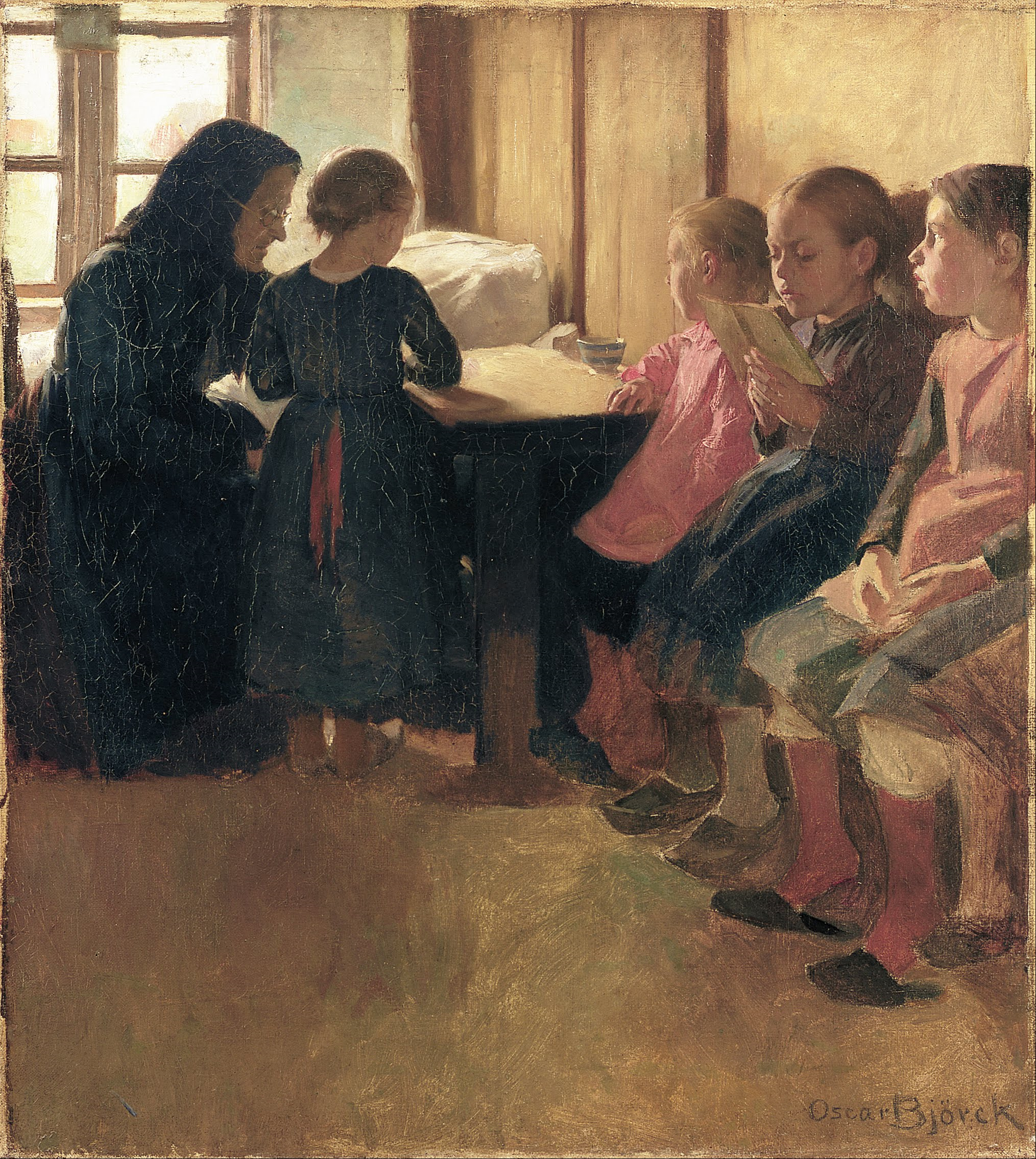
Madam Henriksens skola för flickor i Skagen (1884).
Sjösättning. Skagen (1884), Skagens Museum.
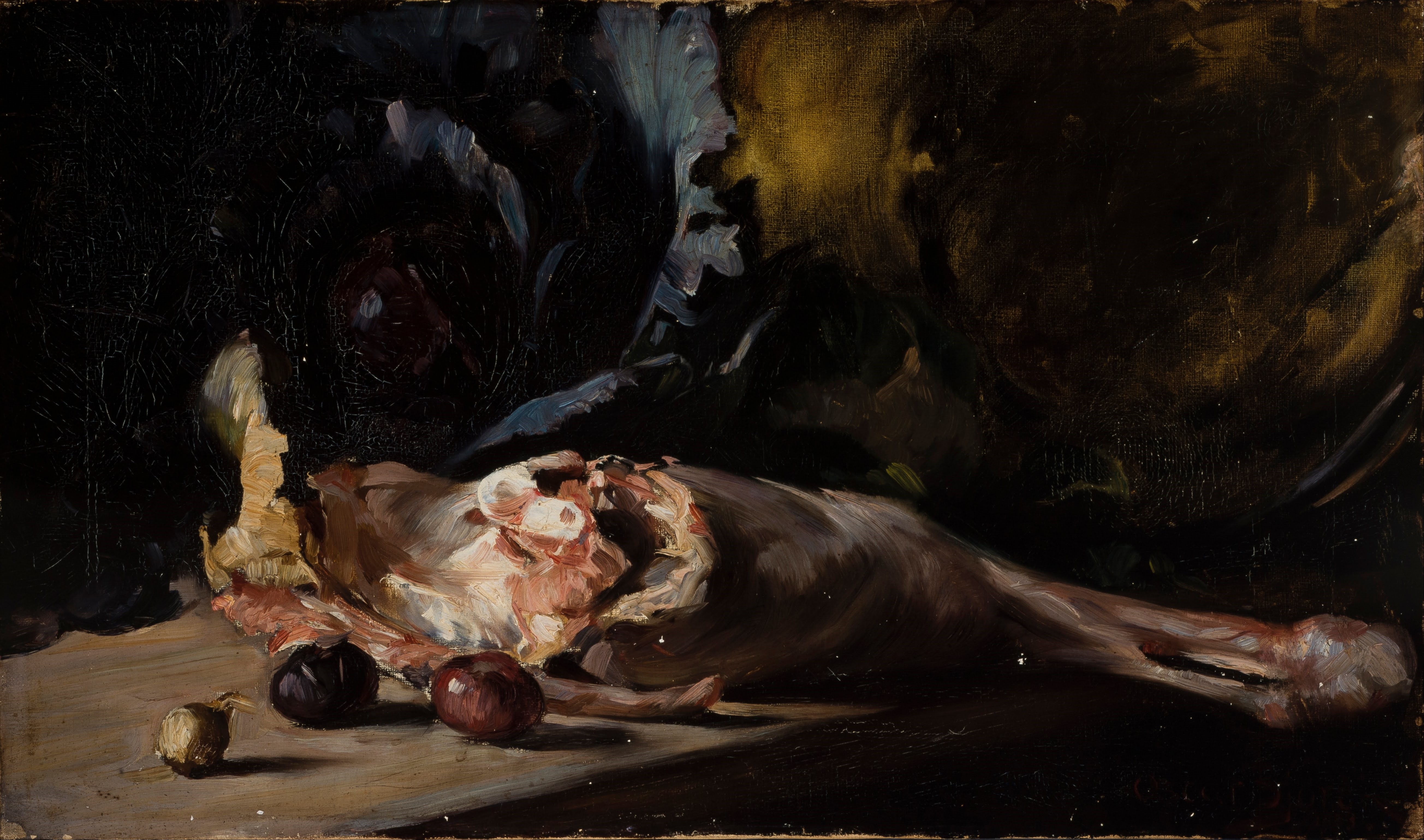
Stilleben (1883).